# Indoapseudes brycesoni
Indoapseudes brycesoni är en kräftdjursart som beskrevs av Mihai Bacescu 1977. Indoapseudes brycesoni ingår i släktet Indoapseudes och familjen Pagurapseudidae. Inga underarter finns listade i Catalogue of Life.